# Challenger de Praga-2 2023
El torneo Advantage Cars Prague Open 2023 fue un torneo de tenis perteneció al ATP Challenger Tour 2023 en la categoría Challenger 75. Se trató de la 30.ª edición, el torneo tuvo lugar en la ciudad de Praga (República Checa), desde el 1 hasta el 7 de mayo de 2023 sobre pista de tierra batida al aire libre.

## Jugadores participantes del cuadro de individuales
| Favorito | País                       | Jugador               | Rank1 | Posición en el torneo |
| -------- | -------------------------- | --------------------- | ----- | --------------------- |
| 1        | Bandera de Serbia          | Filip Krajinović      | 79    | Semifinales           |
| 2        | Bandera de Moldavia        | Radu Albot            | 103   | Primera ronda         |
| 3        | Bandera de Argentina       | Juan Manuel Cerúndolo | 104   | Primera ronda         |
| 4        | Bandera de Francia         | Hugo Gaston           | 106   | Primera ronda         |
| 5        | Bandera de Hungría         | Zsombor Piros         | 118   | Primera ronda, retiro |
| 6        | Bandera de República Checa | Tomáš Macháč          | 123   | Segunda ronda         |
| 7        | Bandera de Suiza           | Dominic Stricker      | 129   | CAMPEÓN               |
| 8        | Bandera de Austria         | Sebastian Ofner       | 130   | FINAL                 |

- 1 Se ha tomado en cuenta el ranking del 24 de abril de 2023.

### Otros participantes
Los siguientes jugadores recibieron una invitación (wild card), por lo tanto ingresan directamente al cuadro principal (WC):
- Kalin Ivanovski
- Andrew Paulson
- Dalibor Svrčina

Los siguientes jugadores ingresan al cuadro principal tras disputar el cuadro clasificatorio (Q):
- Jan Choinski
- Federico Delbonis
- Federico Gaio
- Dimitar Kuzmanov
- Pablo Llamas Ruiz
- Vitaliy Sachko

## Campeones

### Individual Masculino
- Dominic Stricker derrotó en la final a  Sebastian Ofner, 7–6(7), 6–3

### Dobles Masculino
- Petr Nouza /  Andrew Paulson derrotaron en la final a  Jiří Barnat /  Jan Hrazdil, 6–4, 6–3